# Lepidodexia miamensis
Lepidodexia miamensis är en tvåvingeart som först beskrevs av Townsend 1918.  Lepidodexia miamensis ingår i släktet Lepidodexia och familjen köttflugor. Inga underarter finns listade i Catalogue of Life.